# Подвиг, Вячеслав Петрович
Вячеслав Петрович Подвиг (11 мая 1938; Черкассы, Киевская область, Украинская ССР, СССР — 5 мая 2011; Москва, Московская область, Россия) — советский и российский актёр театра и кино.

## Биография
Родился 11 мая 1938 года в городе Черкассы Киевской области, в полной семье. Мать Анна Николаевна Шевченко работала начальником литейного цеха на заводе «Компрессор», отец Пётр Павлович Подвиг являлся инженером начальником конструкторского бюро и заместителем главного конструктора того же завода.
В 1956 году окончил среднюю школу № 682, после чего подал документы на актёрский факультет ВГИКа, там с первого раза был принят в мастерскую к Ольге Ивановне Пыжовой. В 1961 году получил диплом актёра театра и кино. В 1971 году поступил на режиссёрский факультет ВГИКа к Ефиму Львовичу Дзигану. Был знаком со многими заслуженными и народными артистами РСФСР, СССР и России. Сменил несколько театров, снялся во многих фильмах, в том числе в единственной главной роли картины «Стучись в любую дверь» от 1958 года.
Ушёл из жизни 5 мая 2011 года в Москве. Похоронен на Домодедовском кладбище Московской области.

### Личная жизнь
Жена — Ирина. 
Дочь — Анна (1966 г.р.). После замужества и рождения детей стала терять интерес к своим родителям. В 2005 году не прилетела на похороны матери, а 2011 году — и на похороны отца. 
Вячеслав остался в старости жить совершенно один. Чёрные риелторы заставили артиста подписать квартиру чужим людям, после чего заперли его в одной из комнат и оставили умирать. Голодный Вячеслав смог добраться до окна и позвать на помощь прохожих. Неравнодушные люди и соседи вызвали ФСБ и помогли Подвигу выбраться из заточения.
Соседка, у который уже была своя семья и дети, взяла Вячеслава Петровича под свою опеку, заботилась о нём и оберегала до его смерти.

## Творчество

### Фильмография
- 1958 — Стучись в любую дверь — Геннадий Краснушкин — главная роль
- 1959 — Потерянная фотография — Костя
- 1961 — Горизонт — выпускник Женя
- 1963 — Это случилось в милиции — Зубарев-младший
- 1963 — На лесном кордоне (фильм-спектакль)
- 1963 — Тайна — Артём, пионервожатый, брат Геньки
- 1964 — Дальние страны — Ефим Егошкин
- 1965 — Перекличка — Боря
- 1966, 1967 — Такой большой мальчик — Владимир Николаев
- 1967 — За нами Москва — Живоев
- 1969 — Король-олень — дзанни
- 1969 — Песнь о Маншук (фильм)
- 1970 — Бег (фильм)
- 1971 — Украденный поезд — командир экипажа
- 1973 — Анискин и Фантомас — отец Борьки
- 1973 — Надежда — Василий Васильевич Старков
- 1979 — Карл Маркс. Молодые годы — соратник Эвербека
- 1985 — Корабль пришельцев (киноповесть)

## Оценочные мнения и критика
Киновед Алексей Николаевич Тремасов рассказал о том, что Вячеслав Подвиг в главной роли Гены Краснушкина, игравшего в картине «Стучись в любую дверь» получился довольно убедительным, сыграв взбалмошного героя, хулигана, попавшего под дурное влияние вора-рецидивиста.
По темпераменту и экранному обаянию он был в чём-то близок кумиру девчонок начала 1950-х Сергею Гурзо. Вероятно, и у Вячеслава Подвига поклонниц в тот момент было предостаточно.